# Passaporto austriaco
Il passaporto austriaco (österreichischer Reisepass) è un documento di identità rilasciato ai cittadini dalla Repubblica d'Austria per i loro viaggi fuori dall'Unione europea e dallo Spazio economico europeo.
I processi di applicazione e stampa di tutti i passaporti austriaci sono gestiti dall'Österreichische Staatsdruckerei. L'Österreichische Staatsdruckerei gestisce anche i processi di applicazione e stampa del passaporto del Sovrano Militare Ordine di Malta.

## Caratteristiche generali
Il passaporto austriaco rispetta le caratteristiche dei passaporti dell'Unione europea.
La copertina è di colore rosso borgogna con lo stemma della Repubblica d'Austria al centro. Le scritte "EUROPÄISCHE UNION" e "REPUBLIK ÖSTERREICH" sono sopra lo stemma mentre la parola "REISEPASS" è in basso. Nel passaporto biometrico (e-passport) compare anche l'apposito simbolo .

## Aspetto
Il passaporto è conforme alla norma stabilita dall'Unione europea. I fogli piegati sono cuciti con fili, il frontespizio più robusto è plasticamente bordeaux all'esterno. Il passaporto è L x H circa 100 x 160 mm con un forte arrotondamento agli angoli non cuciti. Le 36 pagine sono paginate internamente 2-35. Le pagine del visto mostrano lo stemma di una delle provincie austriache.
I passaporti in senso esteso sono i seguenti sei passaporti emessi ufficialmente dello stesso formato, ma ognuno ha un colore di copertina diverso:
- Passaporto di emergenza (bianco)
- Convenzione passaporto per rifugiati
- Passaporto per apolidi
- Passaporto diplomatico (rosso brillante)
- Passaporto di servizio (blu scuro)[3]
- Altro tipo di passaporto[4]

### Pagina di identificazione[5]
- Foto del titolare del passaporto: Larghezza: 35mm, Altezza: 45 mm; Altezza testa (fino alla sommità dei capelli): 34.5mm; Distanza dalla parte superiore della foto alla parte superiore dei capelli: 3mm.
- Tipo ("P" per passaporto)
- Codice paese
- Numero di serie del passaporto
- Nome e cognome del titolare del passaporto
- Nazionalità
- Data di nascita (GG MM AAAA)
- Sesso (M per maschio o F per femmina)
- Luogo di nascita
- Data di emissione (GG MM AAAA)
- Firma del titolare del passaporto
- Data di scadenza (GG MM AAAA)

## Passaporti per bambini
Secondo la legge austriaca, una persona sotto i dodici anni è considerata un bambino. Dal 15 giugno 2009 non è più possibile registrare i bambini.  Dal 15 giugno 2012, i bambini hanno bisogno di un proprio passaporto perché il precedente sistema di registrazione è stato abolito. I passaporti per bambini costano solo 30 euro e sono validi per cinque anni. I bambini sotto i due anni ricevono il loro primo passaporto gratuitamente e sono validi solo per due anni. Se il bambino non sa scrivere, il genitore o il tutore deve scrivere il suo nome in stampatello nella casella della firma. Ci sono anche passaporti espressi per bambini con tariffe più alte.

## Documento di viaggio
Il passaporto non è obbligatorio in Austria. Tuttavia, ogni cittadino è obbligato ad averne uno quando viaggia all'estero. Questo vale anche per i paesi Schengen, dove i passaporti non vengono generalmente controllati ai valichi di frontiera. Tuttavia, nella maggior parte dei paesi europei, così come in Georgia e nei pacchetti turistici in Tunisia o in Giordania (via aeroporto di Aqaba) è possibile portare una carta d'identità al posto del passaporto.
I passaporti rilasciati tra il 26 ottobre 2005 e il 15 giugno 2006 potevano essere utilizzati per l'ingresso senza visto negli Stati Uniti solo se le autorità fornivano successivamente un adesivo ("photo vignette" con una fotografia stampata del titolare).

## Passaporto di riserva
Un passaporto di emergenza può essere rilasciato se una persona non ha un passaporto valido prima di un viaggio importante/urgente, o se la validità del passaporto sarà più breve del visto rilasciato, o se un nuovo passaporto non è sufficientemente valido, o se non è possibile presentare le impronte digitali.
Tale passaporto espresso può essere richiesto direttamente all'aeroporto di Vienna o durante l'orario di lavoro all'ufficio centrale dei passaporti di Vienna MA 62 o fuori dall'orario di lavoro (di notte o nei fine settimana e nei giorni festivi) all'ufficio di sicurezza del municipio (MA 68).
Devono essere presentate due foto biometriche identiche a colori da passaporto (non più vecchie di sei mesi) in formato verticale (circa 3,5 × 4,5 cm), insieme a un'identificazione fotografica ufficiale (passaporto, carta d'identità, patente, permesso di lavoro, ecc.) o un testimone (coniuge, partner, parente) per la verifica dell'identità. Inoltre, è necessario dimostrare in modo convincente che esiste un prerequisito per il rilascio di un passaporto urgente. Il periodo di validità è di un anno, ma un passaporto d'emergenza non sempre autorizza ad entrare in altri paesi (ad esempio in Turchia) o solo in combinazione con un visto (ad esempio negli Stati Uniti).

## Disciplina

### Validità
Due anni dopo l'emissione per i bambini fino ai due anni. Cinque anni per i bambini di età compresa tra 2-11. Dieci anni per i cittadini oltre i 12 anni.

### Doppio passaporto
L'Austria consente ai suoi cittadini di avere un secondo passaporto austriaco per aggirare alcune restrizioni di viaggio (ad esempio, alcuni paesi arabi non consentono l'ingresso con timbri israeliani, ad esempio Bahrein, Oman, Mauritania, Tunisia, e l'Emirati Arabi Uniti).

## Paesi per i quali non è necessario il visto

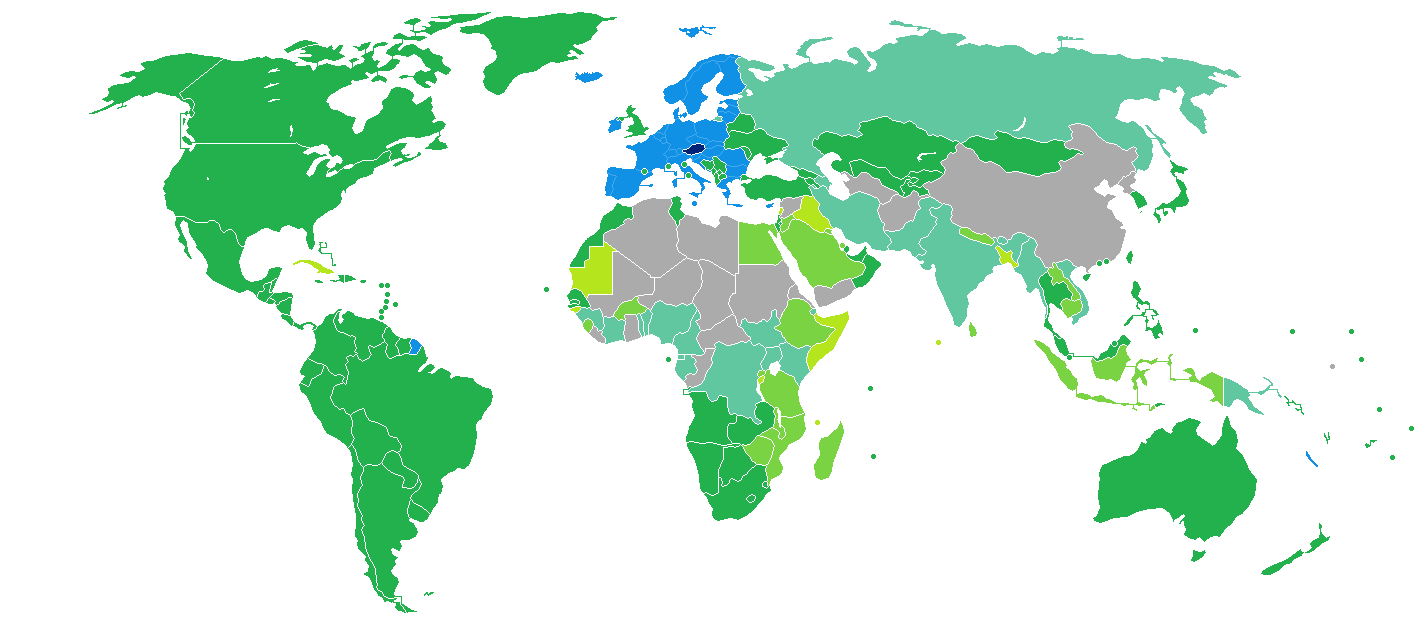
Austria
Libertà di Movimento (Spazio Schengen)
Visto non richiesto
Visto all'arrivo
Visto elettronico (eVisa)
Visto disponibile sia all'arrivo che elettronico (eVisa)
Visto richiesto

Austria
     Libertà di Movimento (Spazio Schengen)
     Visto non richiesto
     Visto all'arrivo
     Visto elettronico (eVisa)
     Visto disponibile sia all'arrivo che elettronico (eVisa)
     Visto richiesto

## Galleria d'immagini

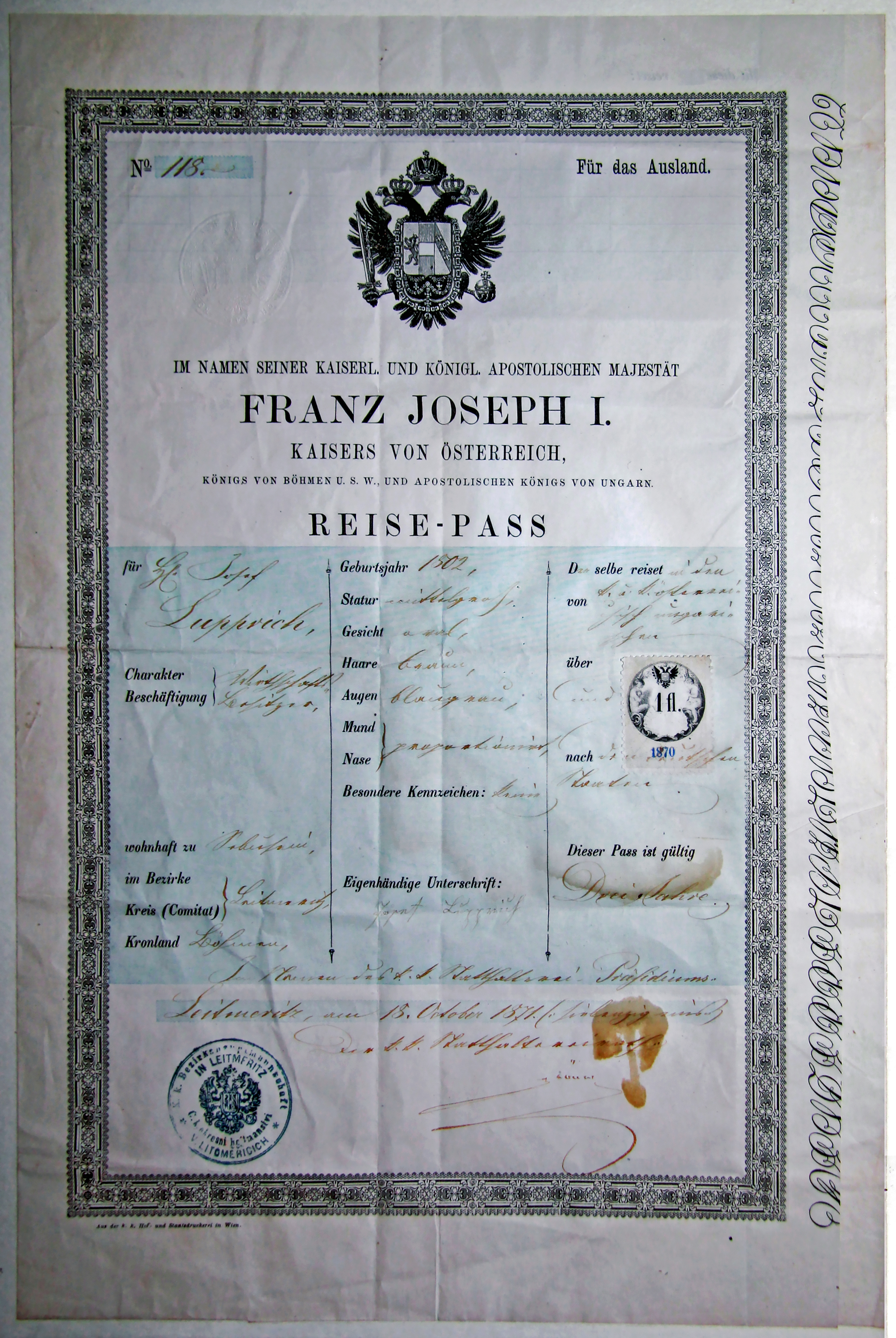
Passaporto austroungarico
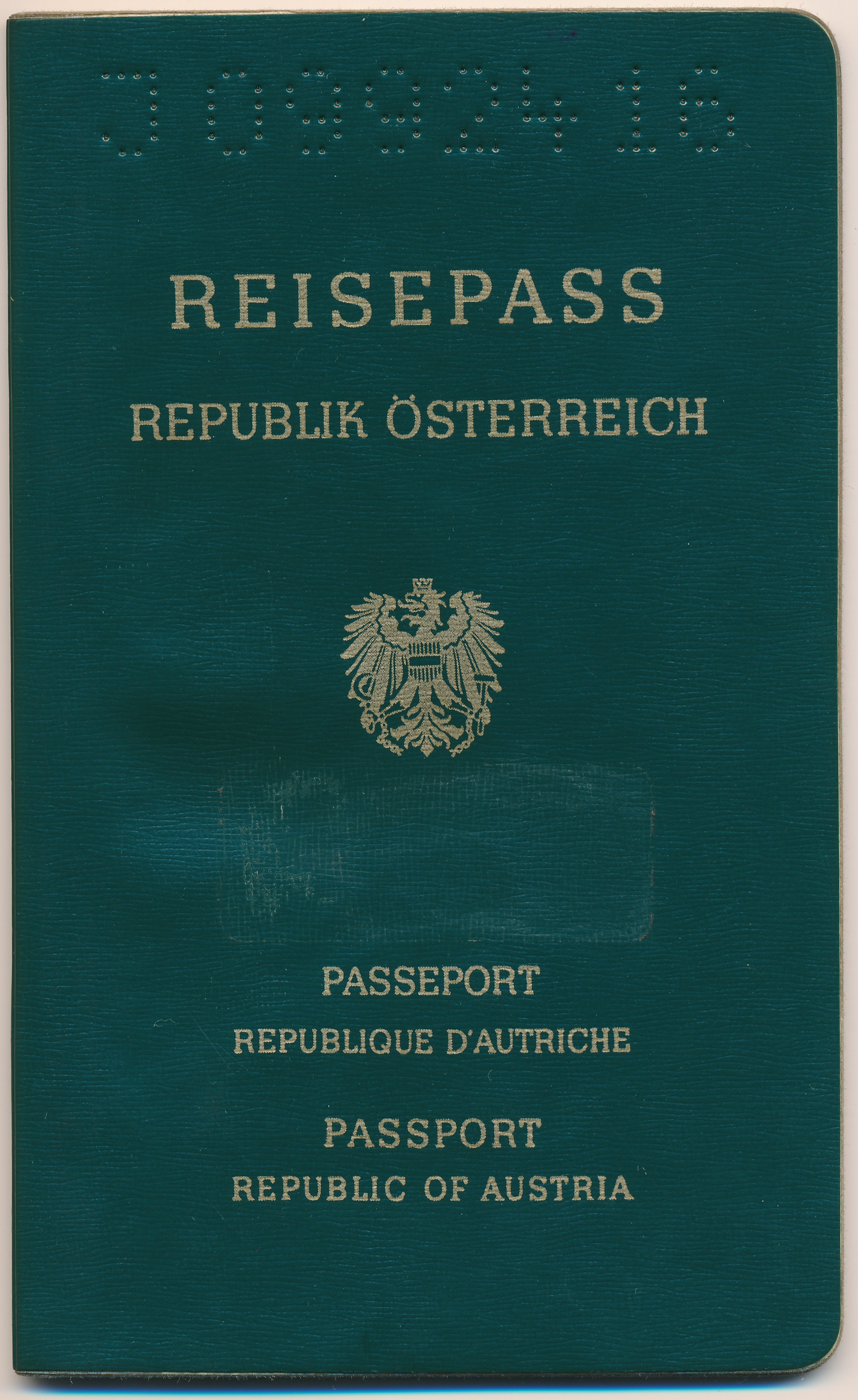
Passaporto anni '80
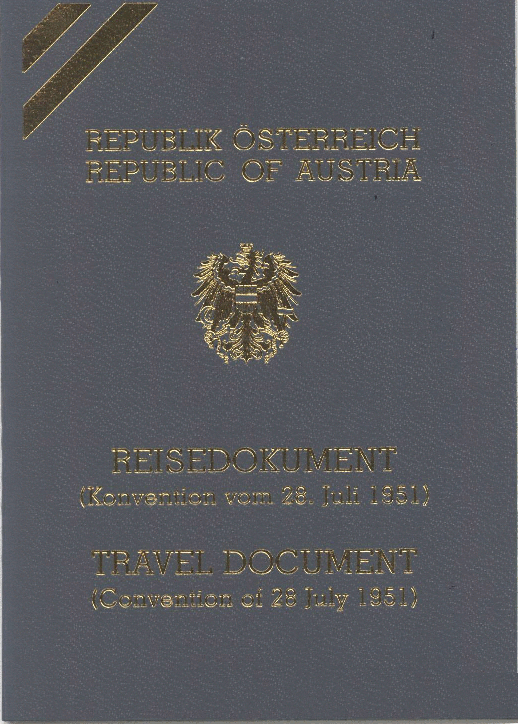
Passaporto rifugiati